# Majid Al Futtaim
Majid Al Futtaim (1934-17 de diciembre de 2021) fue un multimillonario empresario emiratí, fundador y propietario del Grupo Majid Al Futtaim, un conglomerado inmobiliario y comercial emiratí, con proyectos en Asia y África.

## Primeros años
Majid Al Futtaim era primo del también multimillonario Abdulla Al Futtaim, jefe del Grupo Al-Futtaim, del que se distanció posteriormente.

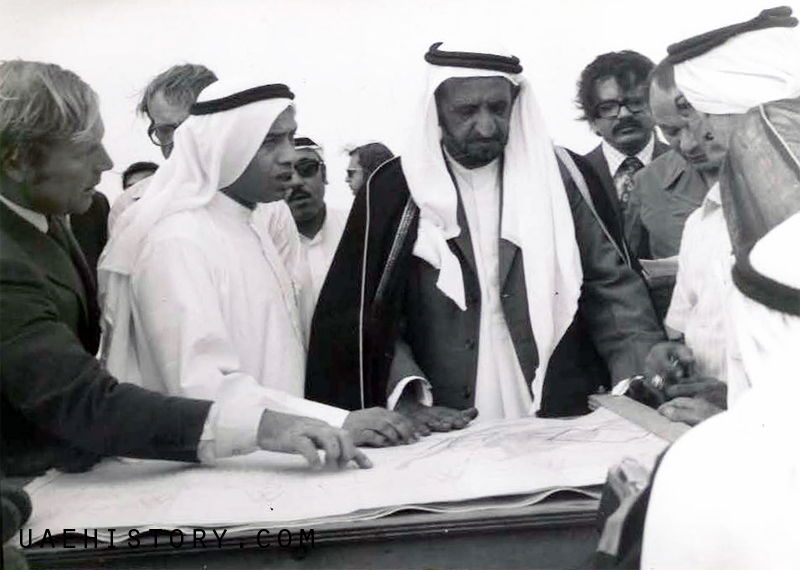
Majid Al Futtaim con Sheikh Rashid cubo Saeed

El Grupo Al-Futtaim abarca actualmente 15 mercados internacionales y emplea a más de 33.000 personas.

## Carrera
Fue el fundador y propietario del grupo Majid Al Futtaim, que puso en marcha en 1992 tras dividir el imperio Al Futtaim con su primo.
Según Forbes, el patrimonio neto de Al Futtaim era de 4.000 millones de dólares, en septiembre de 2021. Neuhof, Florian. "Majid Al Futtaim, with $3.6bn, named richest UAE businessman", 'The National', 15 de abril de 2013. Accessed 28 de octubre de 2015.</ref>

### Edificios notables
Entre las propiedades más destacadas de su empresa se encuentran el Centro comercial de los Emiratos, con una pista de esquí cubierta, y el Mall of Egypt, inaugurado en marzo de 2017.

## Vida personal y muerte
Al Futtaim era propietario del yate Quattroelle, construido por Lurssen en 2013 para Michael Lee-Chin, que lo vendió en 2014. Tiene una tripulación de 29 personas.
Estaba casado y vivía en Dubái. Al Futtaim murió el 17 de diciembre de 2021. Su hijo Tariq Al Futtaim es actualmente miembro del consejo de administración del grupo Majid Al Futtaim.